# Yên (nước)
Yên (Phồn thể: 燕國; Giản thể: 燕国) là một quốc gia chư hầu ở phía bắc của nhà Chu trong lịch sử Trung Quốc, tồn tại từ thời kỳ đầu của Tây Chu qua Xuân Thu tới Chiến Quốc. Trong thời kỳ Chiến Quốc, Yên là một trong số 7 quốc gia hùng mạnh và có ảnh hưởng tới chiến cuộc nhất, được sử sách liệt vào Chiến Quốc Thất hùng. Lãnh thổ của Yên bao gồm miền bắc tỉnh Hà Bắc, đông bắc tỉnh Sơn Tây, cực đông nam khu tự trị Nội Mông Cổ, phần lớn tỉnh Liêu Ninh, thành phố Thiên Tân và một phần thủ đô Bắc Kinh của Trung Quốc ngày nay.
Thời kì đầu lập quốc, nước Yên được đánh giá yếu thế hơn hẳn các quốc gia như nước Tề, nước Sở, nước Triệu, nước Tần, thường xuyên là nạn nhân của các tộc man di phía Đông Bắc. Khi Yên Dịch vương qua đời, Yên vương Khoái kế vị, nội tộc nước Yên bị chấn động do Yên vương Khoái nhường Vương vị cho Tướng quốc Tử Chi. Đến khi Yên Chiêu vương lên ngôi, nước Yên trọng chiêu hiền đãi sĩ, đủ cường lực một thời gian có thể đánh bại quốc gia đối địch nhiều năm là nước Tề.
Năm 222 TCN, nước Yên bị nước Tần tiêu diệt.

## Khởi nguyên
Thời kỳ đầu Tây Chu, sau khi Chu Vũ Vương tiêu diệt nhà Thương, tới thời Chu Thành vương trị vì, nhà Chu phong cho tôn thất Triệu công Cơ Thích vào đất Yên , nhưng Triệu công không tới nơi này mà giao cho con trai trưởng là Cơ Khắc đến cai quản. Tuy nhiên theo Dương Khoan trong Tây Chu sử thì sau khi Chu Công Cơ Đán chinh phạt miền Đông, Chu Thành vương phong cho Công tử Khắc ở đất Yên. Vùng đất này tương ứng với miền Trung và miền Bắc các tỉnh thành phố ngày nay là Bắc Kinh và Hà Bắc, do vùng đất phong tại Yên Sơn (燕山), vì thế mà nước này được gọi là Yên.
Kinh đô của nước Yên đặt tại Kế Thành (nay thuộc quận Phong Đài, Bắc Kinh).

## Lịch sử

### Lập quốc

#### Thời kỳ Tây Chu
Tầng lớp quý tộc nhà Chu cùng tầng lớp quý tộc bản địa cũ của Thương khi đó sinh sống tại đây đã cùng nhau lập ra chính quyền liên hợp, trên một dải đất bao gồm vùng Ký Bắc (Liêu Tây). Sau đó Yên tiêu diệt các tiểu quốc như Kế, cổ Hàn. Sử sách cho rằng khu vực này vốn là đất đai của Đông Hồ bị người Hán chiếm đóng.

#### Thời kỳ Xuân Thu

Giản đồ các nước cuối thời Xuân Thu

Nước Yên từ khi lập quốc trở đi chỉ là vùng đất có nền kinh tế-văn hóa kém phát triển, tại thời kỳ đầu Xuân Thu bị các dân tộc du mục phương Bắc xâm nhập nhiều lần, đứng trước nguy cơ mất nước. Khoảng thế kỷ 7 TCN, người Sơn Nhung trước sau mấy lượt tiến xuống phía Nam, công phạt các nước Trịnh, Yên, Tề, kết quả đến thời Yên Hoàn hầu nước Yên buộc phải dời đô tới Lâm Dịch để tránh bị Sơn Nhung xâm chiếm, tàn phá.
Thời Yên Trang công, người Sơn Nhung từng mở chiến dịch quân sự lớn xâm lược Yên. Với sức mạnh quân sự yếu kém, Trang công không thể địch nổi Sơn Nhung, phải sai sứ sang nước Tề cầu viện. Nước Tề khi đó do Tề Hoàn công cai trị đã áp dụng chính sách "tôn vương nhương di" đem quân đội sang cứu, giúp cho Yên thoát khỏi vận mất nước. Tề Hoàn công lấy lý do cứu Yên xuất quân chinh phạt Sơn Nhung, nhân cơ hội đó cũng đánh chiếm và tiêu diệt các quốc gia/bộ lạc du mục phương Bắc khác như Cô Trúc, Lệnh Chi, Vô Chung. Khi rút quân về nam, Tề Hoàn công giao lại lãnh thổ 3 nước này cho Yên Trang công. Từ đó lãnh thổ nước Yên được mở rộng thêm.
Thời Yên Huệ công (Tả truyện ghi là thời Yên Giản công), nội bộ nước Yên phát sinh nguy cơ chính trị do Huệ công trọng dụng các quan lại nguồn gốc thấp hèn làm "chư đại phu", điều này đã gây ra sự bất bình và phản đối mãnh liệt của tầng lớp quý tộc nguồn gốc cao quý. Huệ công bất đắc dĩ phải chạy trốn sang nước Tề tị nạn. Chư đại phu nước Yên lập ra vua mới là Yên Điệu công để đối lại với Huệ công đang ở Tề. Do liên minh Tề-Tấn có sự chia rẽ trong sách lược đối với Yên nên nước Tề cuối cùng đã phải công nhận vị quân chủ mới của Yên thay cho Huệ công.

### Quật khởi
Đầu thời kỳ Chiến Quốc, các quốc gia khác lần lượt tiến hành cải cách, duy chỉ có nước Yên là không quan tâm tới điều đó và rơi vào tình trạng lạc hậu, kém phát triển. Nhân cơ hội đó nước Tề tìm cách mở rộng về phương bắc, bất ngờ tấn công nước Yên và năm 380 TCN, Tề chiếm đoạt vùng Tang Khâu của Yên. Tuy nhiên, năm 373 TCN, tại Lâm Doanh (Lâm Hồ) nước Yên đã đánh bại Tề.
Năm 355 TCN, nước Tề lại xâm lược vùng đất ven sông Dịch Thủy của Yên. Được ba quốc gia Hàn, Triệu, Ngụy chi viện nên Yên đã đẩy lui cuộc xâm lăng của Tề, ngăn cản dã tâm của nước này. Tuy nhiên, tại phía bắc thì Yên vẫn bị Đông Hồ uy hiếp, nên chiến thuật chính của Yên tại phía bắc chủ yếu vẫn là phòng ngự.

### Cực thịnh

Giản đồ các nước thời Chiến Quốc

#### Yên Khoái nhượng quốc
Năm 323 TCN, Yên Dịch công tham gia hoạt động Ngũ quốc xưng vương do Công Tôn Diễn đề xuất, cùng các nước như Hàn, Ngụy, Triệu, Trung Sơn. Cùng năm đó Dịch công xưng Vương, tức Yên Dịch vương. Hai năm sau, Dịch vương chết, con là Cơ Khoái kế vị.
Yên vương Khoái nối ngôi được 3 năm, tức tới năm 318 TCN, nghe theo kiến nghị của Lộc Mao Thọ, nhường ngôi cho tướng quốc Tử Chi. Ông cũng thu hồi toàn bộ ấn quan của các quý tộc, giao hết công việc triều chính cho Tử Chi. Điều này làm cho thái tử Bình cùng các cựu quý tộc không tâm phục, khẩu phục.
Năm 314 TCN, họ khởi binh tấn công Tử Chi nhưng bị thất bại. Thái tử Bình cùng tướng quân Thị Bị đều chết trong đám loạn quân. Việc này đã làm cho nhân tâm trong nước Yên chia rẽ, sức mạnh của Yên bị giảm sút nghiêm trọng. Tề Tuyên vương theo kế của Mạnh Tử nhân cơ hội này chinh phạt Yên. Tướng quân Khuông Chương đem quân đánh chiếm kinh đô của Yên. Nước Yên đại bại, đứng trước nguy cơ bị tiêu diệt và Yên vương Khoái cùng Tử Chi đều bị giết. Đồng thời, nước Trung Sơn nhân cơ hội này cũng đem quân đánh chiếm một bộ phận lãnh thổ nước Yên. Do quân và dân Yên kiên trì chiến đấu, cùng với việc các nước Triệu, Hàn, Tần, Sở liên tục gây áp lực nên cuối cùng Tề phải rút quân. Nước Triệu lập con tin của Yên tại Hàn là công tử Chức làm vua Yên, sau đó hộ tống ông này về Yên, đó là Yên Chiêu vương.

#### Chiêu hiền đãi sĩ
Chiêu vương lên ngôi với quyết tâm phục hưng nước Yên để chờ cơ hội báo thù nhục nước. Ông áp dụng các kiến nghị của Quách Nguy, trong đó có việc chiêu hiền đãi sĩ. Ông bái Quách Nguy làm thầy, hết sức kính trọng và ưu đãi, nhờ đó nhiều người có tài năng tìm đến, trong số này có Tô Tần, Nhạc Nghị, Trâu Diễn.

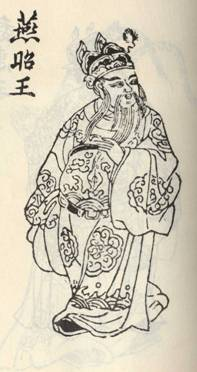
Chân dung Yên Chiêu vương của người sau mô phỏng.

Chiêu vương cùng bách tính đồng cam khổ, viếng thăm người mới khuất, thăm hỏi người mồ côi, sau lại dùng Nhạc Nghị làm á khanh để chủ trì công việc trong nước, nên chẳng quá 28 năm sau đã biến một nước Yên nhược tiểu thành một nước Yên hùng mạnh.

#### Phá Tề
Chiêu vương sau đó phái Tô Tần đi sứ sang Tề, trước hết thuyết phục Tề Tuyên vương trả lại cho Yên những vùng đất và thành trì mà trước đó Tề đã nhân cơ hội nước Yên có nội loạn để chiếm đóng, sau đó khuyên vua Tề tấn công nước Tống, li gián quan hệ hai nước Tề-Triệu. Tô Tần sau lại tới chỗ Triệu Vũ Linh vương, Ngụy Tương vương, Sở Hoài vương, Hàn Tương vương tiến hành du thuyết, ngoại giao.
Năm 286 TCN, Tề Mẫn vương diệt nước Tống, làm chấn động các nước khác. Vì thế liên minh chống Tề hình thành. Năm 284 TCN, Chiêu vương bái Nhạc Nghị làm thượng tướng quân, chỉ huy liên quân gồm Yên và 4 nước Tần, Hàn, Triệu, Ngụy chinh phạt Tề và giành thắng lợi, giết chết Tề Mẫn vương và chỉ trong vòng 5 năm đã hạ trên 70 thành trì của Tề, trả thù mối hận nước Tề xâm chiếm nước Yên trước đó.
Sau đó, tại lãnh thổ của Tề tách ra thành 2 kinh đô là Cử (nay là huyện Cử, địa cấp thị Nhật Chiếu tỉnh Sơn Đông) và Tức Mặc.

#### Phạt Hồ
Thời kỳ Yên Chiêu vương, có tướng Tần Khai (秦开), phải sang Đông Hồ làm con tin. Sau khi về nước, Tần Khai khởi binh tập kích, đại phá Đông Hồ. Đông Hồ phải lui trên 1.000 dặm, kết quả vùng lãnh thổ phía đông của Yên được mở rộng trên 1.000 dặm. Nước Yên cho sửa sang, xây đắp trường thành phía bắc. Trường thành này khởi đầu từ phía tây tại Tạo Dương (nay thuộc đông bắc quận Tuyên Hóa, địa cấp thị Trương Gia Khẩu, tỉnh Hà Bắc), kéo dài về phía đông tới Tương Bình (nay là phía bắc Liêu Dương, tỉnh Liêu Ninh).

### Suy yếu

#### Thất bại ở Tề
Năm 278 TCN, Yên Chiêu vương chết, thái tử kế vị, tức là Yên Huệ vương. Khi còn là thái tử, Huệ vương không hòa hợp với Nhạc Nghị. Tướng quốc nước Tề khi đó là Điền Đan nhân cơ hội quân thần nước Yên không hòa hợp nhau đã thực thi kế phản gián làm Huệ vương bị mắc bẫy, dùng Kị Kiếp thay thế Nhạc Nghị. Nhạc Nghị lo sợ bị giết hại nên chạy sang nước Triệu.
Kị Kiếp thực tế là người không có tài năng nhưng lại được thay Nhạc Nghị làm tướng, làm cho quân sĩ nước Yên dao động. Điền Đan lại cố ý dụ cho Kị Kiếp phạm sai lầm, đồng thời khích lệ chí khí quân Tề. Năm 279 TCN Điền Đan dùng "hỏa ngưu trận" một trận đánh bại quân Yên. Kị Kiếp bị quân Tề giết chết, quân Yên tháo chạy. Nhờ đó nước Tề thu hồi lại trên 70 thành bị mất trước đó. Năm 272 TCN, nội bộ tập đoàn thống trị nước Yên phát sinh mâu thuẫn, Huệ vương bị tướng Công Tôn Tháo giết chết rồi lập con Huệ vương làm Yên Vũ Thành vương, một vị vua bù nhìn.

#### Chiến tranh Yên-Triệu
Trải qua thời kỳ trị vì của 3 vị vua là Yên Vũ Thành vương, Yên Hiếu vương và Yên vương Hỉ, các vị vua Yên thường theo ý của nước Tần hay thừa cơ nước Triệu nguy nan để tiến hành các cuộc chiến, cướp đoạt đất đai. Năm 265 TCN, nhân lúc nước Triệu có sự thay đổi quân chủ với triều chính bất ổn, nước Tần chiếm lấy 3 thành, Yên cùng Tần từ hai phía nam bắc giáp công. Nước Tề sai tướng quốc Điền Đan xuất quân cứu Triệu. Sau khi ở phía tây cầm cự được với quân Tần thì liên quân Triệu-Tề tấn công Yên, chiếm vùng Trung Dương (nay là huyện Đường, địa cấp thị Bảo Định, tỉnh Hà Bắc) của Yên. Năm 259 TCN, nhân cơ hội nước Triệu đại bại trong trận Trường Bình, Yên dụ dỗ vũ viên lệnh ở phía bắc của Triệu là Phó Báo, Vương Dung, Tô Xạ dẫn người sang hàng Yên. Yên vương vui mừng, lần lượt vào các năm 251 TCN và 245 TCN đã sai Lật Phúc, Kịch Tân tấn công Triệu, nhưng bị quân Triệu đánh bại, sau đó Triệu phản kích bao vây kinh đô của Yên, nước Yên buộc phải cắt đất cầu hòa. Năm 236 TCN, Triệu một lần nữa xuất quân phạt Yên, tấn công Thủ Li, Dương Thành. Kết quả Yên lần lượt thất trận, rơi vào thế suy vong. Nước Tần lấy cớ cứu Yên bất ngờ xuất quân chiếm đất của Triệu.

### Diệt vong
Năm 230 TCN, Tần diệt Hàn. Năm 228 TCN, quân Tần chiếm kinh đô của Triệu là Hàm Đan, tiến sát nước Yên, thành trì nước Yên lúc này trở thành mục tiêu tấn công của quân Tần. Để đối lại, tập đoàn thống trị nước Yên bày ra 2 đối sách: thứ nhất dùng mưu giết Tần vương; thứ hai là cùng tàn dư thế lực của Triệu là Đại vương Gia liên hợp chống Tần. Thái tử Đan nước Yên từng có thời cùng Tần Doanh Chính làm con tin tại Triệu, sau khi trở về nước Yên ông cho tìm người làm thích khách và gặp Kinh Kha. Năm 227 TCN, thái tử Đan tiễn Kinh Kha cùng trợ thủ là Tần Vũ Dương mới 13 tuổi tới bờ sông Dịch Thủy ở Yên Thành (nay là huyện Dịch, tỉnh Hà Bắc). Kinh Kha ứng tác hai câu thơ:
Phong tiêu tiêu hề Dịch Thủy hàn
Tráng sĩ nhất khứ hề bất phục hoàn
Dịch
Gió hiu hắt chừ, Dịch thủy lạnh ghê
Tráng sĩ ra đi chừ, không bao giờ về
Sau đó Kinh Kha định giết Tần vương Doanh Chính nhưng không thành. Vì sự kiện này mà quân Tần quyết định tấn công Yên ngay.
Cùng năm, vua Tần hạ lệnh đại tướng Vương Tiễn, Tân Thắng dẫn quân công phá Yên. Tại Dịch Thủy, quân Yên đại bại, lãnh thổ nước Yên bị quân Tần chiếm quá nửa. Năm 226 TCN, quân Tần công phá Kế Thành, Yên vương Hỉ cùng thái tử Đan dẫn quân lui về Liêu Đông, tướng Tần là Lý Tín xuất quân truy đuổi. Lý Tín nghĩ ra một kế, bèn kể tội thái tử Đan để Yên vương Hỉ giết thái tử, dâng thủ cấp để cầu hòa.Lý Tín giả cho quân rút đi cho Yên yên tâm,sau đó phản công bất ngờ làm cho Yên trở tay không kịp,Yên vương Hỉ bị bắt.,nước Yên diệt vong. Tại vùng đất quân Tần chiếm được, vua Tần cho thành lập các quận Ngư Dương, Hữu Bắc Bình, Liêu Tây. Năm sau lại lập quận Thượng Cốc, Quảng Dương.

## Lãnh thổ
Vùng đất phong của nước Yên thời kỳ đầu Tây Chu là không rõ, căn cứ vào các đồ vật khai quật được tại di chỉ Lưu Ly Hà thì thời kỳ đầu thuộc địa phận nước Yên có 6 tiểu quốc. Thời Tây Chu, Xuân Thu thì phát triển về hướng Ký Bắc và Liêu Tây, tiêu diệt các nước như Kế, Cổ Hàn, Cô Trúc, Lệnh Chi, Vô Chung.
Thời kỳ đầu Chiến Quốc, lãnh thổ của Yên đại khái bao gồm miền bắc tỉnh Hà Bắc, đông bắc tỉnh Sơn Tây. Toàn cảnh có thể thấy phía đông bắc là biên giới với Đông Hồ, phía tây có biên giới với Trung Sơn và Triệu, phía nam giáp biển và có biên giới với Tề. Thời kỳ Yên Chiêu vương, do quân sự hùng mạnh lên lãnh thổ cũng được mở rộng. Yên xâm chiếm một dải đất phía bắc Trung Sơn, (nay là huyện Đường). Tướng Yên là Tần Khai về phía đông xâm chiếm Đông Hồ, mở rộng đất đai trên nghìn dặm, tới tận Liêu Đông và phía bắc bán đảo Triều Tiên, một thời chiếm hữu một phần lớn nước Tề. Chiến Quốc sách có viết: Nước Yên đông có Triều Tiên, Liêu Đông, bắc có Lâm Hồ, Lâu Phiền, tây có Vân Trung, Cửu Nguyên, nam có Hô Đà, Dịch Thủy. Thiết lập 5 quận Thượng Cốc, Ngư Dương, Hữu Bắc Bình, Liêu Tây, Liêu Đông.

## Thể chế chính trị
Do lịch sử nước Yên rất dài, nhưng các ghi chép lại ít nên về thể chế chính trị cũng chỉ biết sơ lược.

### Cơ cấu quan lại
Tại các nước thời Xuân Thu-Chiến Quốc, quan lại phân ra hai ban văn võ là đặc điểm chủ yếu của chế độ quan lại. Tại trung ương, từ thời các Yên hầu trở đi, nước Yên đã đặt ra một cơ cấu tổ chức quan lại, trong đó các chức vụ trọng yếu là tướng quốc và tướng quân, phân ra cai quản các công việc văn võ.
Tướng quốc là người đứng đầu hệ thống quan văn. Những người từng làm tướng quốc nước Yên có: Tử Chi (thời Yên vương Khoái), Công Tôn Tháo (thời Yên Huệ vương), Lật Phúc (thời Yên vương Hỉ)
Tướng quân là người đứng đầu hệ thống quan võ, theo sử sách ghi chép lại có: Thị Bị, Tần Khai. Trong cấp bậc tướng quân có chức "thượng tướng quân", Nhạc Nghị từng giữ chức này; trong đó thượng tướng quân thời Chiến Quốc là tương đương với nguyên soái thời Xuân Thu. Về chức quan võ còn có "tư mã".
Vè mặt tước trật, nước Yên có 2 bậc tước trật phong cho các quan là khanh và đại phu. Khanh có "thượng khanh", "á khanh", đại phu có "trưởng đại phu", "thượng đại phu", "trung đại phu", "ngũ đại phu".
Về mặt bổng lộc, nước Yên dùng "thạch" để quy định. Lã Tổ Khiêm thời Nam Tống trong Đại sự ký viết: "lấy thạch tính bổng lộc..., trong đó 10 thăng là 1 đấu, 10 đấu là 1 thạch, mỗi thạch nặng 120 cân.
Về mặt tổ chức hành chính, nước Yên áp dụng chế độ quận huyện 2 cấp. Tổng cộng Yên có 5 quận: Thượng Cốc, Ngư Dương, Hữu Bắc Bình, Liêu Tây, Liêu Đông.
Trưởng quan hành chính của quận là "thú", vùng đô thị do võ quan được điều đến nhậm chức; trưởng quan hành chính của huyện là "lệnh", sau thiết lập thừa, úy. Dưới huyện là hương, lý, tụ (thôn) hoặc liên, lư. Theo các ấn quan có thể thấy tại các địa phương nước Yên có các chức quan như "tư đồ", "tư mã", "tư công", "thừa".

### Chế độ phân phong
Thời Chiến Quốc, các nước phổ biến thiết lập hệ thống hành chính quận huyện, thực hành chế độ trung ương tập quyền, nhưng vẫn tồn tại các vùng đất phân phong cho một số quý tộc nhất định. Tại Yên, một số người có các vùng đất phân phong. Cụ thể như:
| Tước phong      | Họ tên        | Quốc tịch                  | Thời kỳ            | Lý do                           | Nguyên nhân được phong | Nguồn tài liệu                                                                                                  |
| --------------- | ------------- | -------------------------- | ------------------ | ------------------------------- | ---------------------- | --- |
| Tương An quân   |               | Có lẽ là gia tộc Yên vương | Yên Chiêu vương    | Đi sứ Tề                        | Có công được phong     | Chiến Quốc sách •Triệu sách tứ Chiến Quốc tung hoành gia thư phần 4, chương Tô Tần từ Tề dâng thư cho Yên vương |
| Vũ An quân      | Tô Tần        | người Đông Chu             | Yên Chiêu vương    | Gián điệp tại Tề                | Do có công được phong  | Chiến Quốc sách•Yên sách Chiến quốc tung hoành gia thư Sử ký•Tô Tần liệt truyện                                 |
| Xương Quốc quân | Nhạc Nghị     | Người nước Trung Sơn       | Yên Chiêu vương    | Chinh phạt Tề giành chiến thắng | Phong theo địa danh    | Chiến Quốc sách•Yên sách nhị Sử ký•Nhạc Nghị liệt truyện                                                        |
| Xương Quốc quân | Nhạc Gian     | Người nước Trung Sơn       | Yên Huệ vương      | thế tập                         | như trên               | như trên |
| Thành An quân   | Công Tôn Tháo |                            | Yên Huệ vương      | Là tướng quốc của Yên           | Có công được phong     | Sử ký •Yên thế gia Triệu thế gia                                                                                |
| Cao Dương quân  | Vinh Phần     | Người nước Tống            | Yên Vũ Thành vương |                                 | Phong theo địa danh    | Chiến Quốc sách•Triệu sách tứ Sử ký•Lục quốc niên biểu, Yên thế gia, Triệu thế gia                              |

### Quân sự
Chế độ và cấu trúc quân đội của Yên, do thời gian tồn tại thì dài nhưng các ghi chép còn lưu lại rất ít nên khó có thể biết chi tiết. Các cứ điểm quân sự quan trọng của Yên có: Lệnh Tỳ tái (nay là phía tây Thiên An, Hà Bắc), Cư Dong tái (nay là phía tây bắc Cư Dong quan thuộc huyện Xương Bình, tỉnh Hà Bắc), chủ yếu để phòng bị Đông Hồ. Thành Vũ Dương (nay là đông nam huyện Dịch tỉnh Hà Bắc), nằm ở phía tây bắc trường thành, chủ yếu để phòng bị Tề và Triệu.
Quân đội nước Yên đạt tới 100.000 người, chiến xa 600 cỗ, ngựa 6000 con

## Kinh tế
Từ vùng Yên Sơn về phía nam thì ngành kinh tế chủ yếu là nông nghiệp, còn về phía bắc thì chăn thả gia súc là cơ bản. Tại vùng Yên Sơn và Ký Đông thì cả nông nghiệp lẫn chăn thả gia súc đều có tầm quan trọng như nhau. Từ quận Đại về phía đông tới vùng duyên hải thì nghề làm muối phát triển, phía bắc xuất sản ngựa bò dê, phía nam sản phẩm chủ yếu là các loại lúa mì, lúa gạo, vùng đồi núi có các mỏ quặng đồng và sắt. Các công, nông cụ bằng sắt được sử dụng phổ biến ở các địa phương.
Các công trình thủy lợi quan trọng có: Tại phía nam U Châu là đầm Đốc Kháng, kênh Đốc Kháng, tại lưu vực sông Vĩnh Định trong địa phận Bắc Kinh ngày nay có Đào tỉnh, tại nam trường thành có đê ngăn giữ lũ lụt từ sông Dịch Thủy, tại khu vực Hạ Đô có sông Vận Lương.
Ngành thủ công nghiệp luyện kim chủ yếu liên quan tới sản xuất và chế tạo các vật dụng từ sắt và đồng thiếc. Thời Chiến Quốc thủ công nghiệp chế tạo sắt và vật dụng từ sắt tại Yên khá phát triển, với các loại vũ khí chế tạo từ sắt, đồng thời thủ công nghiệp chế tác đồng thiếc cũng có những cải tiến kĩ thuật đạt mức phát triển cao.

## Thành thị
Do thương nghiệp, thủ công nghiệp phát triển, nên đô thị từ không có gì lúc ban đầu đã bắt đầu xuất hiện và phồn thịnh. Thời kỳ Yên Chiêu vương, khu vực đô thị của nước Yên hình thành thể chế "tam đô", bao gồm Thượng Đô Kế Thành, Trung Đô (nay là phía tây trấn Đậu Điếm, quận Phòng Sơn, Bắc Kinh) và Hạ Đô Vũ Dương.
Trừ vùng đô thành cũ, khu vực đô thị của Yên tại vùng đất thu được có trình độ phát triển không đồng đều, như Tương Bình (trụ sở quận Liêu Đông của Yên (nay là quận Cự Thành, địa cấp thị Liêu Dương, tỉnh Liêu Ninh).

## Nhân vật quan trọng
- Triệu Khang công
- Yên Chiêu vương
- Tử Chi
- Tô Tần
- Nhạc Nghị
- Trâu Diễn
- Yên Đan
- Kinh Kha

## Danh sách các vị quân chủ
Danh mục các vị quân chủ nước Yên chủ yếu dựa theo Sử ký của Tư Mã Thiên, phần Yên thế gia, có bổ sung và đối chiếu theo Chiến Quốc sử của Dương Khoan, Yên quốc sử cảo của Bành Hoa và Trúc thư kỉ niên.
| STT                     | Tước hiệu                                     | Họ tên                             | Số năm tại vị         | Thời gian                                              | Xuất thân, quan hệ                              | Nguồn tư liệu                                                   |
| ----------------------- | --------------------------------------------- | ---------------------------------- | --------------------- | ------------------------------------------------------ | ----------------------------------------------- | --------------------------------------------------------------- |
|                         | Triệu Khang công                              | Cơ Thích                           | 78 (Trúc thư kỉ niên) | Chu Vũ vương năm thứ nhất －Chu Khang vương năm thứ 24 | người của vương tộc nhà Chu                     | Sử kí•Yên thế gia và Kim bản trúc thư kỉ niên                   |
| 1                       | Yên hầu Khắc                                  | Cơ Khắc                            |                       |                                                        | Con trưởng của Triệu Khang công                 | Yên quốc sử cảo                                                 |
| 2                       | Yên hầu Chỉ                                   | Cơ Chỉ                             |                       |                                                        | Em trai thứ ba của Yên hầu Khắc                 | Yên quốc sử cảo                                                 |
| 3                       | Yên hầu Vũ                                    | Cơ Vũ                              |                       |                                                        | Con của Yên hầu Chỉ                             | Yên quốc sử cảo                                                 |
| 4                       | Yên hầu Hiến                                  | Cơ Hiến                            |                       |                                                        | Con của Yên hầu Vũ, có thuyết cho là Triệu bá   | Yên quốc sử cảo                                                 |
| 5                       | Yên hầu Hòa                                   | Cơ Hòa                             |                       |                                                        | Con của Yên hầu Hiến, có thuyết cho là Triệu bá | Yên quốc sử cảo                                                 |
| Còn 4 đời không/chưa rõ |                                               |                                    |                       |                                                        |                                                 |                                                                 |
| 10                      | Yên Huệ hầu                                   |                                    | 38                    | 864 TCN－827 TCN                                       | Cháu 9 đời của Triệu Khang công                 | Sử ký•Yên thế gia                                               |
| 11                      | Yên Li hầu                                    | Cơ Trang                           | 36                    | 826 TCN－791 TCN                                       | Con của Yên Huệ hầu                             | Sử ký•Yên thế gia, niên biểu 12 chư hầu                         |
| 12                      | Yên Khoảnh hầu                                |                                    | 24                    | 790 TCN－767 TCN                                       | Con của Yên Li hầu                              | Sử ký•Yên thế gia                                               |
| 13                      | Yên Ai hầu                                    |                                    | 2                     | 766 TCN－765 TCN                                       | Con của Yên Khoảnh hầu                          | Sử kí•Yên thế gia                                               |
| 14                      | Yên Trịnh hầu                                 | Có thuyết cho là Cơ Trịnh          | 36                    | 764 TCN－729 TCN                                       | Con của Yên Ai hầu                              | Sử ký•Yên thế gia                                               |
| 15                      | Yên Mục hầu                                   |                                    | 18                    | 728 TCN－711 TCN                                       | Con của Yên Trịnh hầu                           | Sử ký•Yên thế gia                                               |
| 16                      | Yên Tuyên hầu                                 |                                    | 13                    | 710 TCN－698 TCN                                       | Con của Yên Mục hầu                             | Sử ký•Yên thế gia                                               |
| 17                      | Yên Hoàn hầu                                  | Cơ Trị                             | 7                     | 697 TCN－691 TCN                                       | "Thế gia" cho là con của Yên Tuyên hầu          | Sử ký•Yên thế gia                                               |
| 18                      | Yên Trang công                                | Cơ Phẩm                            | 33                    | 690 TCN－658 TCN                                       | "Thế gia" cho là con của Yên Hoàn hầu           | Sử ký•Yên thế gia                                               |
| 19                      | Yên Tương công                                | Cơ Vị                              | 40                    | 657 TCN－618 TCN                                       | "Thế gia" cho là con của Yên Trang công         | Sử ký•Yên thế gia                                               |
| 20                      | Yên Hoàn công                                 |                                    | 16                    | 617 TCN－602 TCN                                       |                                                 | Sử ký•Yên thế gia                                               |
| 21                      | Yên Tuyên công                                |                                    | 15                    | 601 TCN－587 TCN                                       |                                                 | Sử ký•Yên thế gia                                               |
| 22                      | Yên Chiêu công                                |                                    | 13                    | 586 TCN－574 TCN                                       |                                                 | Sử ký•Yên thế gia                                               |
| 23                      | Yên Vũ công                                   |                                    | 19                    | 573 TCN－555 TCN                                       |                                                 | Sử ký•Yên thế gia                                               |
| 24                      | Yên Văn công                                  |                                    | 6                     | 554 TCN－549 TCN                                       |                                                 | Sử ký•Yên thế gia                                               |
| 25                      | Yên Ý công                                    |                                    | 4                     | 548 TCN－545 TCN                                       |                                                 | Sử ký•Yên thế gia                                               |
| 26                      | Yên Huệ công "Tả truyện" ghi là Yên Giản công | Cơ Khoản                           | 9                     | 544 TCN－536 TCN                                       | "Thế gia" coi là con của Yên Ý công             | Sử ký•Yên thế gia, Tả truyện•Chiêu công tam niên                |
| 27                      | Yên Điệu công                                 |                                    | 7                     | 535 TCN－529 TCN                                       |                                                 | Sử ký•Yên thế gia                                               |
| 28                      | Yên Cộng công                                 |                                    | 5                     | 528 TCN－524 TCN                                       |                                                 | Sử ký•Yên thế gia                                               |
| 29                      | Yên Bình công                                 |                                    | 18                    | 523 TCN－505 TCN                                       |                                                 | Sử ký•Yên thế gia                                               |
| 30                      | Yên Giản công                                 |                                    | 12                    | 504 TCN－493 TCN                                       |                                                 | Sử ký•Yên thế gia                                               |
| 31                      | Yên Hiếu công                                 |                                    | 38                    | 492 TCN－455 TCN, trước tính là 464 TCN－450 TCN       |                                                 | Sử ký•Yên thế gia đối chiếu với Trúc thư kỷ niên, Chiến Quốc sử |
| 32                      | Yên Thành công                                | Cơ Tái                             | 16                    | 454 TCN－439 TCN, trước tính là 449 TCN－434 TCN       |                                                 | Sử ký•Yên thế gia đối chiếu với Trúc thư kỉ niên, Chiến Quốc sử |
| 33                      | Yên Mẫn công                                  |                                    | 24                    | 438 TCN－415 TCN, trước tính là 433 TCN－403 TCN       |                                                 | Sử ký•Yên thế gia đối chiếu với Trúc thư kỉ niên, Chiến Quốc sử |
| 34                      | Yên Giản công hay Yên Li công                 | Trúc thư kỉ niên gọi là Cơ Tái     | 42                    | 414 TCN－373 TCN, trước tính là 402 TCN－373 TCN       |                                                 | Sử ký•Yên thế gia đối chiếu với Trúc thư kỉ niên, Chiến Quốc sử |
| 35                      | Yên Hoàn công                                 |                                    | 11                    | 372 TCN－362 TCN                                       |                                                 | Sử ký•Yên thế gia                                               |
| 36                      | Yên Văn công                                  |                                    | 29                    | 361 TCN－333 TCN                                       |                                                 | Sử ký•Yên thế gia                                               |
| 37                      | Yên Dịch vương                                |                                    | 12                    | 332 TCN－321 TCN                                       | Con của Yên Văn công                            | Sử ký•Yên thế gia                                               |
| 38                      | Yên vương Khoái                               | Cơ Khoái                           | 9                     | 320 TCN－314 TCN                                       | Con của Yên Dịch vương                          | Sử ký•Yên thế gia                                               |
|                         | Tử Chi                                        | Tử Chi                             | 4                     | 317 TCN－314 TCN                                       | Đại thần của Yên vương Khoái                    | Sử ký•Yên thế gia                                               |
| 39                      | Yên Chiêu vương                               | Cơ Chức, trước gọi là thái tử Bình | 33                    | 311 TCN－279 TCN                                       | Công tử nước Yên                                | Sử ký•Yên thế gia đối chiếu với Triệu thế gia, Chiến Quốc sử    |
| 40                      | Yên Huệ vương                                 |                                    | 8                     | 278 TCN－271 TCN, trước tính là 278 TCN－272 TCN       | Con của Yên Chiêu vương                         | Sử ký•Yên thế gia đối chiếu với Triệu thế gia, Chiến Quốc sử    |
| 41                      | Yên Vũ Thành vương                            |                                    | 14                    | 271 TCN－258 TCN                                       | Từ Quảng cho là con của Yên Huệ vương           | Sử ký•Yên thế gia                                               |
| 42                      | Yên Hiếu vương                                |                                    | 3                     | 257 TCN－255 TCN                                       | Con của Yên Vũ Thành vương                      | Sử ký•Yên thế gia                                               |
| 43                      | Yên vương Hỉ                                  | Cơ Hỉ                              | 33                    | 254 TCN－222 TCN                                       | Con của Yên Hiếu vương                          | Sử ký•Yên thế gia                                               |

## Thế phả các vị vua
|             |             |             |             |             |             |                                                |                                                |                                                |                                                |                                                |                                                |                 |                 |                 |                 | Thiệu công Thích            |                             |                             |                             |                             |                             |                            |                            |                            |                            |                            |                            |             |             |  |  |  |  |  |  |  |  |  |  |  |  |  |  |  |  |  |  |  |  |  |  |  |  |  |  |  |  |  |  |  |  |  |  |  |  |  |  |  |  |
|             |             |             |             |             |             |                                                |                                                |                                                |                                                |                                                |                                                |                 |                 |                 |                 |                             |                             |                             |                             |                             |                             |                            |                            |                            |                            |                            |                            |             |             |  |  |  |  |  |  |  |  |  |  |  |  |  |  |  |  |  |  |  |  |  |  |  |  |  |  |  |  |  |  |  |  |  |  |  |  |  |  |  |  |
|             |             |             |             |             |             |                                                |                                                |                                                |                                                |                                                |                                                |                 |                 |                 |                 |                             |                             |                             |                             |                             |                             |                            |                            |                            |                            |                            |                            |             |             |  |  |  |  |  |  |  |  |  |  |  |  |  |  |  |  |  |  |  |  |  |  |  |  |  |  |  |  |  |  |  |  |  |  |  |  |  |  |  |  |
|             |             |             |             |             |             |                                                |                                                | (1)Yên hầu Khắc                                | (1)Yên hầu Khắc                                | (1)Yên hầu Khắc                                | (1)Yên hầu Khắc                                | (1)Yên hầu Khắc | (1)Yên hầu Khắc |                 |                 | Thiệu bá Phụ Tân Thiệu quốc | Thiệu bá Phụ Tân Thiệu quốc | Thiệu bá Phụ Tân Thiệu quốc | Thiệu bá Phụ Tân Thiệu quốc | Thiệu bá Phụ Tân Thiệu quốc | Thiệu bá Phụ Tân Thiệu quốc |                            |                            | □                          | □                          | □                          | □                          | □           | □           |  |  |  |  |  |  |  |  |  |  |  |  |  |  |  |  |  |  |  |  |  |  |  |  |  |  |  |  |  |  |  |  |  |  |  |  |  |  |  |  |
|             |             |             |             |             |             |                                                |                                                | (1)Yên hầu Khắc                                | (1)Yên hầu Khắc                                | (1)Yên hầu Khắc                                | (1)Yên hầu Khắc                                | (1)Yên hầu Khắc | (1)Yên hầu Khắc |                 |                 | Thiệu bá Phụ Tân Thiệu quốc | Thiệu bá Phụ Tân Thiệu quốc | Thiệu bá Phụ Tân Thiệu quốc | Thiệu bá Phụ Tân Thiệu quốc | Thiệu bá Phụ Tân Thiệu quốc | Thiệu bá Phụ Tân Thiệu quốc |                            |                            | □                          | □                          | □                          | □                          | □           | □           |  |  |  |  |  |  |  |  |  |  |  |  |  |  |  |  |  |  |  |  |  |  |  |  |  |  |  |  |  |  |  |  |  |  |  |  |  |  |  |  |
|             |             |             |             |             |             |                                                |                                                |                                                |                                                |                                                |                                                |                 |                 |                 |                 |                             |                             |                             |                             |                             |                             |                            |                            |                            |                            |                            |                            |             |             |  |  |  |  |  |  |  |  |  |  |  |  |  |  |  |  |  |  |  |  |  |  |  |  |  |  |  |  |  |  |  |  |  |  |  |  |  |  |  |  |
| Thái tử Quý | Thái tử Quý | Thái tử Quý | Thái tử Quý | Thái tử Quý | Thái tử Quý |                                                |                                                | (2)Yên hầu Chỉ                                 | (2)Yên hầu Chỉ                                 | (2)Yên hầu Chỉ                                 | (2)Yên hầu Chỉ                                 | (2)Yên hầu Chỉ  | (2)Yên hầu Chỉ  |                 |                 | Yên hầu Hiến                | Yên hầu Hiến                | Yên hầu Hiến                | Yên hầu Hiến                | Yên hầu Hiến                | Yên hầu Hiến                |                            |                            | Yên hầu Hoà                | Yên hầu Hoà                | Yên hầu Hoà                | Yên hầu Hoà                | Yên hầu Hoà | Yên hầu Hoà |  |  |  |  |  |  |  |  |  |  |  |  |  |  |  |  |  |  |  |  |  |  |  |  |  |  |  |  |  |  |  |  |  |  |  |  |  |  |  |  |
| Thái tử Quý | Thái tử Quý | Thái tử Quý | Thái tử Quý | Thái tử Quý | Thái tử Quý |                                                |                                                | (2)Yên hầu Chỉ                                 | (2)Yên hầu Chỉ                                 | (2)Yên hầu Chỉ                                 | (2)Yên hầu Chỉ                                 | (2)Yên hầu Chỉ  | (2)Yên hầu Chỉ  |                 |                 | Yên hầu Hiến                | Yên hầu Hiến                | Yên hầu Hiến                | Yên hầu Hiến                | Yên hầu Hiến                | Yên hầu Hiến                |                            |                            | Yên hầu Hoà                | Yên hầu Hoà                | Yên hầu Hoà                | Yên hầu Hoà                | Yên hầu Hoà | Yên hầu Hoà |  |  |  |  |  |  |  |  |  |  |  |  |  |  |  |  |  |  |  |  |  |  |  |  |  |  |  |  |  |  |  |  |  |  |  |  |  |  |  |  |
|             |             |             |             |             |             | (3)Yên hầu Vũ                                  |                                                |                                                |                                                |                                                |                                                |                 |                 |                 |                 |                             |                             |                             |                             |                             |                             |                            |                            |                            |                            |                            |                            |             |             |  |  |  |  |  |  |  |  |  |  |  |  |  |  |  |  |  |  |  |  |  |  |  |  |  |  |  |  |  |  |  |  |  |  |  |  |  |  |  |  |
|             |             |             |             |             |             |                                                |                                                |                                                |                                                |                                                |                                                |                 |                 |                 |                 |                             |                             |                             |                             |                             |                             |                            |                            |                            |                            |                            |                            |             |             |  |  |  |  |  |  |  |  |  |  |  |  |  |  |  |  |  |  |  |  |  |  |  |  |  |  |  |  |  |  |  |  |  |  |  |  |  |  |  |  |
|             |             |             |             |             |             |                                                |                                                |                                                |                                                |                                                |                                                |                 |                 |                 |                 |                             |                             |                             |                             |                             |                             |                            |                            |                            |                            |                            |                            |             |             |  |  |  |  |  |  |  |  |  |  |  |  |  |  |  |  |  |  |  |  |  |  |  |  |  |  |  |  |  |  |  |  |  |  |  |  |  |  |  |  |
|             |             |             |             |             |             |                                                |                                                |                                                |                                                |                                                |                                                |                 |                 |                 |                 |                             |                             |                             |                             |                             |                             |                            |                            |                            |                            |                            |                            |             |             |  |  |  |  |  |  |  |  |  |  |  |  |  |  |  |  |  |  |  |  |  |  |  |  |  |  |  |  |  |  |  |  |  |  |  |  |  |  |  |  |
|             |             |             |             |             |             | Yên bá Thánh                                   | Yên bá Thánh                                   | Yên bá Thánh                                   | Yên bá Thánh                                   | Yên bá Thánh                                   | Yên bá Thánh                                   |                 |                 | (4)Yên hầu Hiến | (4)Yên hầu Hiến | (4)Yên hầu Hiến             | (4)Yên hầu Hiến             | (4)Yên hầu Hiến             | (4)Yên hầu Hiến             |                             |                             |                            |                            |                            |                            |                            |                            |             |             |  |  |  |  |  |  |  |  |  |  |  |  |  |  |  |  |  |  |  |  |  |  |  |  |  |  |  |  |  |  |  |  |  |  |  |  |  |  |  |  |
|             |             |             |             |             |             | Yên bá Thánh                                   | Yên bá Thánh                                   | Yên bá Thánh                                   | Yên bá Thánh                                   | Yên bá Thánh                                   | Yên bá Thánh                                   |                 |                 | (4)Yên hầu Hiến | (4)Yên hầu Hiến | (4)Yên hầu Hiến             | (4)Yên hầu Hiến             | (4)Yên hầu Hiến             | (4)Yên hầu Hiến             |                             |                             |                            |                            |                            |                            |                            |                            |             |             |  |  |  |  |  |  |  |  |  |  |  |  |  |  |  |  |  |  |  |  |  |  |  |  |  |  |  |  |  |  |  |  |  |  |  |  |  |  |  |  |
|             |             |             |             |             |             |                                                |                                                |                                                |                                                |                                                |                                                |                 |                 | (5) Yên hầu Hoà |                 |                             |                             |                             |                             |                             |                             |                            |                            |                            |                            |                            |                            |             |             |  |  |  |  |  |  |  |  |  |  |  |  |  |  |  |  |  |  |  |  |  |  |  |  |  |  |  |  |  |  |  |  |  |  |  |  |  |  |  |  |
|             |             |             |             |             |             | (10) Yên Huệ hầu ?-865 TCN - 827 TCN           |                                                |                                                |                                                |                                                |                                                |                 |                 |                 |                 |                             |                             |                             |                             |                             |                             |                            |                            |                            |                            |                            |                            |             |             |  |  |  |  |  |  |  |  |  |  |  |  |  |  |  |  |  |  |  |  |  |  |  |  |  |  |  |  |  |  |  |  |  |  |  |  |  |  |  |  |
|             |             |             |             |             |             |                                                |                                                |                                                |                                                |                                                |                                                |                 |                 |                 |                 |                             |                             |                             |                             |                             |                             |                            |                            |                            |                            |                            |                            |             |             |  |  |  |  |  |  |  |  |  |  |  |  |  |  |  |  |  |  |  |  |  |  |  |  |  |  |  |  |  |  |  |  |  |  |  |  |  |  |  |  |
|             |             |             |             |             |             | (11) Yên Ly hầu ?-827 TCN - 791 TCN            |                                                |                                                |                                                |                                                |                                                |                 |                 |                 |                 |                             |                             |                             |                             |                             |                             |                            |                            |                            |                            |                            |                            |             |             |  |  |  |  |  |  |  |  |  |  |  |  |  |  |  |  |  |  |  |  |  |  |  |  |  |  |  |  |  |  |  |  |  |  |  |  |  |  |  |  |
|             |             |             |             |             |             |                                                |                                                |                                                |                                                |                                                |                                                |                 |                 |                 |                 |                             |                             |                             |                             |                             |                             |                            |                            |                            |                            |                            |                            |             |             |  |  |  |  |  |  |  |  |  |  |  |  |  |  |  |  |  |  |  |  |  |  |  |  |  |  |  |  |  |  |  |  |  |  |  |  |  |  |  |  |
|             |             |             |             |             |             | (12) Yên Khoảnh hầu ?-791 TCN - 767 TCN        |                                                |                                                |                                                |                                                |                                                |                 |                 |                 |                 |                             |                             |                             |                             |                             |                             |                            |                            |                            |                            |                            |                            |             |             |  |  |  |  |  |  |  |  |  |  |  |  |  |  |  |  |  |  |  |  |  |  |  |  |  |  |  |  |  |  |  |  |  |  |  |  |  |  |  |  |
|             |             |             |             |             |             |                                                |                                                |                                                |                                                |                                                |                                                |                 |                 |                 |                 |                             |                             |                             |                             |                             |                             |                            |                            |                            |                            |                            |                            |             |             |  |  |  |  |  |  |  |  |  |  |  |  |  |  |  |  |  |  |  |  |  |  |  |  |  |  |  |  |  |  |  |  |  |  |  |  |  |  |  |  |
|             |             |             |             |             |             | (13) Yên Ai hầu ?-767 TCN - 765 TCN            |                                                |                                                |                                                |                                                |                                                |                 |                 |                 |                 |                             |                             |                             |                             |                             |                             |                            |                            |                            |                            |                            |                            |             |             |  |  |  |  |  |  |  |  |  |  |  |  |  |  |  |  |  |  |  |  |  |  |  |  |  |  |  |  |  |  |  |  |  |  |  |  |  |  |  |  |
|             |             |             |             |             |             |                                                |                                                |                                                |                                                |                                                |                                                |                 |                 |                 |                 |                             |                             |                             |                             |                             |                             |                            |                            |                            |                            |                            |                            |             |             |  |  |  |  |  |  |  |  |  |  |  |  |  |  |  |  |  |  |  |  |  |  |  |  |  |  |  |  |  |  |  |  |  |  |  |  |  |  |  |  |
|             |             |             |             |             |             | (14) Yên Trịnh hầu ?-765 TCN - 729 TCN         |                                                |                                                |                                                |                                                |                                                |                 |                 |                 |                 |                             |                             |                             |                             |                             |                             |                            |                            |                            |                            |                            |                            |             |             |  |  |  |  |  |  |  |  |  |  |  |  |  |  |  |  |  |  |  |  |  |  |  |  |  |  |  |  |  |  |  |  |  |  |  |  |  |  |  |  |
|             |             |             |             |             |             |                                                |                                                |                                                |                                                |                                                |                                                |                 |                 |                 |                 |                             |                             |                             |                             |                             |                             |                            |                            |                            |                            |                            |                            |             |             |  |  |  |  |  |  |  |  |  |  |  |  |  |  |  |  |  |  |  |  |  |  |  |  |  |  |  |  |  |  |  |  |  |  |  |  |  |  |  |  |
|             |             |             |             |             |             | (15) Yên Mục hầu ?-729 TCN - 711 TCN           |                                                |                                                |                                                |                                                |                                                |                 |                 |                 |                 |                             |                             |                             |                             |                             |                             |                            |                            |                            |                            |                            |                            |             |             |  |  |  |  |  |  |  |  |  |  |  |  |  |  |  |  |  |  |  |  |  |  |  |  |  |  |  |  |  |  |  |  |  |  |  |  |  |  |  |  |
|             |             |             |             |             |             |                                                |                                                |                                                |                                                |                                                |                                                |                 |                 |                 |                 |                             |                             |                             |                             |                             |                             |                            |                            |                            |                            |                            |                            |             |             |  |  |  |  |  |  |  |  |  |  |  |  |  |  |  |  |  |  |  |  |  |  |  |  |  |  |  |  |  |  |  |  |  |  |  |  |  |  |  |  |
|             |             |             |             |             |             | (16) Yên Tuyên hầu ?-711 TCN - 698 TCN         |                                                |                                                |                                                |                                                |                                                |                 |                 |                 |                 |                             |                             |                             |                             |                             |                             |                            |                            |                            |                            |                            |                            |             |             |  |  |  |  |  |  |  |  |  |  |  |  |  |  |  |  |  |  |  |  |  |  |  |  |  |  |  |  |  |  |  |  |  |  |  |  |  |  |  |  |
|             |             |             |             |             |             |                                                |                                                |                                                |                                                |                                                |                                                |                 |                 |                 |                 |                             |                             |                             |                             |                             |                             |                            |                            |                            |                            |                            |                            |             |             |  |  |  |  |  |  |  |  |  |  |  |  |  |  |  |  |  |  |  |  |  |  |  |  |  |  |  |  |  |  |  |  |  |  |  |  |  |  |  |  |
|             |             |             |             |             |             | (17) Yên Hoàn hầu ?-698 TCN - 691 TCN          |                                                |                                                |                                                |                                                |                                                |                 |                 |                 |                 |                             |                             |                             |                             |                             |                             |                            |                            |                            |                            |                            |                            |             |             |  |  |  |  |  |  |  |  |  |  |  |  |  |  |  |  |  |  |  |  |  |  |  |  |  |  |  |  |  |  |  |  |  |  |  |  |  |  |  |  |
|             |             |             |             |             |             |                                                |                                                |                                                |                                                |                                                |                                                |                 |                 |                 |                 |                             |                             |                             |                             |                             |                             |                            |                            |                            |                            |                            |                            |             |             |  |  |  |  |  |  |  |  |  |  |  |  |  |  |  |  |  |  |  |  |  |  |  |  |  |  |  |  |  |  |  |  |  |  |  |  |  |  |  |  |
|             |             |             |             |             |             | (18) Yên Trang công ?-691 TCN - 658 TCN        |                                                |                                                |                                                |                                                |                                                |                 |                 |                 |                 |                             |                             |                             |                             |                             |                             |                            |                            |                            |                            |                            |                            |             |             |  |  |  |  |  |  |  |  |  |  |  |  |  |  |  |  |  |  |  |  |  |  |  |  |  |  |  |  |  |  |  |  |  |  |  |  |  |  |  |  |
|             |             |             |             |             |             |                                                |                                                |                                                |                                                |                                                |                                                |                 |                 |                 |                 |                             |                             |                             |                             |                             |                             |                            |                            |                            |                            |                            |                            |             |             |  |  |  |  |  |  |  |  |  |  |  |  |  |  |  |  |  |  |  |  |  |  |  |  |  |  |  |  |  |  |  |  |  |  |  |  |  |  |  |  |
|             |             |             |             |             |             | (19) Yên Tương công ?-658 TCN - 618 TCN        |                                                |                                                |                                                |                                                |                                                |                 |                 |                 |                 |                             |                             |                             |                             |                             |                             |                            |                            |                            |                            |                            |                            |             |             |  |  |  |  |  |  |  |  |  |  |  |  |  |  |  |  |  |  |  |  |  |  |  |  |  |  |  |  |  |  |  |  |  |  |  |  |  |  |  |  |
|             |             |             |             |             |             |                                                |                                                |                                                |                                                |                                                |                                                |                 |                 |                 |                 |                             |                             |                             |                             |                             |                             |                            |                            |                            |                            |                            |                            |             |             |  |  |  |  |  |  |  |  |  |  |  |  |  |  |  |  |  |  |  |  |  |  |  |  |  |  |  |  |  |  |  |  |  |  |  |  |  |  |  |  |
|             |             |             |             |             |             | (20) Yên Tiền Hoàn công ?-618 TCN - 602 TCN    |                                                |                                                |                                                |                                                |                                                |                 |                 |                 |                 |                             |                             |                             |                             |                             |                             |                            |                            |                            |                            |                            |                            |             |             |  |  |  |  |  |  |  |  |  |  |  |  |  |  |  |  |  |  |  |  |  |  |  |  |  |  |  |  |  |  |  |  |  |  |  |  |  |  |  |  |
|             |             |             |             |             |             |                                                |                                                |                                                |                                                |                                                |                                                |                 |                 |                 |                 |                             |                             |                             |                             |                             |                             |                            |                            |                            |                            |                            |                            |             |             |  |  |  |  |  |  |  |  |  |  |  |  |  |  |  |  |  |  |  |  |  |  |  |  |  |  |  |  |  |  |  |  |  |  |  |  |  |  |  |  |
|             |             |             |             |             |             | (21) Yên Tuyên công ?-602 TCN - 587 TCN        |                                                |                                                |                                                |                                                |                                                |                 |                 |                 |                 |                             |                             |                             |                             |                             |                             |                            |                            |                            |                            |                            |                            |             |             |  |  |  |  |  |  |  |  |  |  |  |  |  |  |  |  |  |  |  |  |  |  |  |  |  |  |  |  |  |  |  |  |  |  |  |  |  |  |  |  |
|             |             |             |             |             |             |                                                |                                                |                                                |                                                |                                                |                                                |                 |                 |                 |                 |                             |                             |                             |                             |                             |                             |                            |                            |                            |                            |                            |                            |             |             |  |  |  |  |  |  |  |  |  |  |  |  |  |  |  |  |  |  |  |  |  |  |  |  |  |  |  |  |  |  |  |  |  |  |  |  |  |  |  |  |
|             |             |             |             |             |             | (22) Yên Chiêu công ?-587 TCN - 574 TCN        |                                                |                                                |                                                |                                                |                                                |                 |                 |                 |                 |                             |                             |                             |                             |                             |                             |                            |                            |                            |                            |                            |                            |             |             |  |  |  |  |  |  |  |  |  |  |  |  |  |  |  |  |  |  |  |  |  |  |  |  |  |  |  |  |  |  |  |  |  |  |  |  |  |  |  |  |
|             |             |             |             |             |             |                                                |                                                |                                                |                                                |                                                |                                                |                 |                 |                 |                 |                             |                             |                             |                             |                             |                             |                            |                            |                            |                            |                            |                            |             |             |  |  |  |  |  |  |  |  |  |  |  |  |  |  |  |  |  |  |  |  |  |  |  |  |  |  |  |  |  |  |  |  |  |  |  |  |  |  |  |  |
|             |             |             |             |             |             | (23) Yên Vũ công ?-574 TCN - 555 TCN           |                                                |                                                |                                                |                                                |                                                |                 |                 |                 |                 |                             |                             |                             |                             |                             |                             |                            |                            |                            |                            |                            |                            |             |             |  |  |  |  |  |  |  |  |  |  |  |  |  |  |  |  |  |  |  |  |  |  |  |  |  |  |  |  |  |  |  |  |  |  |  |  |  |  |  |  |
|             |             |             |             |             |             |                                                |                                                |                                                |                                                |                                                |                                                |                 |                 |                 |                 |                             |                             |                             |                             |                             |                             |                            |                            |                            |                            |                            |                            |             |             |  |  |  |  |  |  |  |  |  |  |  |  |  |  |  |  |  |  |  |  |  |  |  |  |  |  |  |  |  |  |  |  |  |  |  |  |  |  |  |  |
|             |             |             |             |             |             | (24) Yên Tiền Văn công ?-555 TCN - 549 TCN     |                                                |                                                |                                                |                                                |                                                |                 |                 |                 |                 |                             |                             |                             |                             |                             |                             |                            |                            |                            |                            |                            |                            |             |             |  |  |  |  |  |  |  |  |  |  |  |  |  |  |  |  |  |  |  |  |  |  |  |  |  |  |  |  |  |  |  |  |  |  |  |  |  |  |  |  |
|             |             |             |             |             |             |                                                |                                                |                                                |                                                |                                                |                                                |                 |                 |                 |                 |                             |                             |                             |                             |                             |                             |                            |                            |                            |                            |                            |                            |             |             |  |  |  |  |  |  |  |  |  |  |  |  |  |  |  |  |  |  |  |  |  |  |  |  |  |  |  |  |  |  |  |  |  |  |  |  |  |  |  |  |
|             |             |             |             |             |             | (25) Yên Ý công ?-549 TCN - 545 TCN            |                                                |                                                |                                                |                                                |                                                |                 |                 |                 |                 |                             |                             |                             |                             |                             |                             |                            |                            |                            |                            |                            |                            |             |             |  |  |  |  |  |  |  |  |  |  |  |  |  |  |  |  |  |  |  |  |  |  |  |  |  |  |  |  |  |  |  |  |  |  |  |  |  |  |  |  |
|             |             |             |             |             |             |                                                |                                                |                                                |                                                |                                                |                                                |                 |                 |                 |                 |                             |                             |                             |                             |                             |                             |                            |                            |                            |                            |                            |                            |             |             |  |  |  |  |  |  |  |  |  |  |  |  |  |  |  |  |  |  |  |  |  |  |  |  |  |  |  |  |  |  |  |  |  |  |  |  |  |  |  |  |
|             |             |             |             |             |             | (26) Yên Huệ công ?-545 TCN - 536 TCN          |                                                |                                                |                                                |                                                |                                                |                 |                 |                 |                 |                             |                             |                             |                             |                             |                             |                            |                            |                            |                            |                            |                            |             |             |  |  |  |  |  |  |  |  |  |  |  |  |  |  |  |  |  |  |  |  |  |  |  |  |  |  |  |  |  |  |  |  |  |  |  |  |  |  |  |  |
|             |             |             |             |             |             |                                                |                                                |                                                |                                                |                                                |                                                |                 |                 |                 |                 |                             |                             |                             |                             |                             |                             |                            |                            |                            |                            |                            |                            |             |             |  |  |  |  |  |  |  |  |  |  |  |  |  |  |  |  |  |  |  |  |  |  |  |  |  |  |  |  |  |  |  |  |  |  |  |  |  |  |  |  |
|             |             |             |             |             |             | (27) Yên Điệu công ?-535 TCN - 529 TCN         |                                                |                                                |                                                |                                                |                                                |                 |                 |                 |                 |                             |                             |                             |                             |                             |                             |                            |                            |                            |                            |                            |                            |             |             |  |  |  |  |  |  |  |  |  |  |  |  |  |  |  |  |  |  |  |  |  |  |  |  |  |  |  |  |  |  |  |  |  |  |  |  |  |  |  |  |
|             |             |             |             |             |             |                                                |                                                |                                                |                                                |                                                |                                                |                 |                 |                 |                 |                             |                             |                             |                             |                             |                             |                            |                            |                            |                            |                            |                            |             |             |  |  |  |  |  |  |  |  |  |  |  |  |  |  |  |  |  |  |  |  |  |  |  |  |  |  |  |  |  |  |  |  |  |  |  |  |  |  |  |  |
|             |             |             |             |             |             | (28) Yên Cộng công ?-529 TCN - 524 TCN         |                                                |                                                |                                                |                                                |                                                |                 |                 |                 |                 |                             |                             |                             |                             |                             |                             |                            |                            |                            |                            |                            |                            |             |             |  |  |  |  |  |  |  |  |  |  |  |  |  |  |  |  |  |  |  |  |  |  |  |  |  |  |  |  |  |  |  |  |  |  |  |  |  |  |  |  |
|             |             |             |             |             |             |                                                |                                                |                                                |                                                |                                                |                                                |                 |                 |                 |                 |                             |                             |                             |                             |                             |                             |                            |                            |                            |                            |                            |                            |             |             |  |  |  |  |  |  |  |  |  |  |  |  |  |  |  |  |  |  |  |  |  |  |  |  |  |  |  |  |  |  |  |  |  |  |  |  |  |  |  |  |
|             |             |             |             |             |             | (29) Yên Bình công ?-524 TCN - 505 TCN         |                                                |                                                |                                                |                                                |                                                |                 |                 |                 |                 |                             |                             |                             |                             |                             |                             |                            |                            |                            |                            |                            |                            |             |             |  |  |  |  |  |  |  |  |  |  |  |  |  |  |  |  |  |  |  |  |  |  |  |  |  |  |  |  |  |  |  |  |  |  |  |  |  |  |  |  |
|             |             |             |             |             |             |                                                |                                                |                                                |                                                |                                                |                                                |                 |                 |                 |                 |                             |                             |                             |                             |                             |                             |                            |                            |                            |                            |                            |                            |             |             |  |  |  |  |  |  |  |  |  |  |  |  |  |  |  |  |  |  |  |  |  |  |  |  |  |  |  |  |  |  |  |  |  |  |  |  |  |  |  |  |
|             |             |             |             |             |             | (30) Yên Tiền Giản công ?-505 TCN - 493 TCN    |                                                |                                                |                                                |                                                |                                                |                 |                 |                 |                 |                             |                             |                             |                             |                             |                             |                            |                            |                            |                            |                            |                            |             |             |  |  |  |  |  |  |  |  |  |  |  |  |  |  |  |  |  |  |  |  |  |  |  |  |  |  |  |  |  |  |  |  |  |  |  |  |  |  |  |  |
|             |             |             |             |             |             |                                                |                                                |                                                |                                                |                                                |                                                |                 |                 |                 |                 |                             |                             |                             |                             |                             |                             |                            |                            |                            |                            |                            |                            |             |             |  |  |  |  |  |  |  |  |  |  |  |  |  |  |  |  |  |  |  |  |  |  |  |  |  |  |  |  |  |  |  |  |  |  |  |  |  |  |  |  |
|             |             |             |             |             |             | (31) Yên Hiếu công ?-493 TCN - 455 TCN         |                                                |                                                |                                                |                                                |                                                |                 |                 |                 |                 |                             |                             |                             |                             |                             |                             |                            |                            |                            |                            |                            |                            |             |             |  |  |  |  |  |  |  |  |  |  |  |  |  |  |  |  |  |  |  |  |  |  |  |  |  |  |  |  |  |  |  |  |  |  |  |  |  |  |  |  |
|             |             |             |             |             |             |                                                |                                                |                                                |                                                |                                                |                                                |                 |                 |                 |                 |                             |                             |                             |                             |                             |                             |                            |                            |                            |                            |                            |                            |             |             |  |  |  |  |  |  |  |  |  |  |  |  |  |  |  |  |  |  |  |  |  |  |  |  |  |  |  |  |  |  |  |  |  |  |  |  |  |  |  |  |
|             |             |             |             |             |             | (32) Yên Thành công ?-455 TCN - 439 TCN        |                                                |                                                |                                                |                                                |                                                |                 |                 |                 |                 |                             |                             |                             |                             |                             |                             |                            |                            |                            |                            |                            |                            |             |             |  |  |  |  |  |  |  |  |  |  |  |  |  |  |  |  |  |  |  |  |  |  |  |  |  |  |  |  |  |  |  |  |  |  |  |  |  |  |  |  |
|             |             |             |             |             |             |                                                |                                                |                                                |                                                |                                                |                                                |                 |                 |                 |                 |                             |                             |                             |                             |                             |                             |                            |                            |                            |                            |                            |                            |             |             |  |  |  |  |  |  |  |  |  |  |  |  |  |  |  |  |  |  |  |  |  |  |  |  |  |  |  |  |  |  |  |  |  |  |  |  |  |  |  |  |
|             |             |             |             |             |             | (33) Yên Mẫn công ?-439 TCN - 415 TCN          |                                                |                                                |                                                |                                                |                                                |                 |                 |                 |                 |                             |                             |                             |                             |                             |                             |                            |                            |                            |                            |                            |                            |             |             |  |  |  |  |  |  |  |  |  |  |  |  |  |  |  |  |  |  |  |  |  |  |  |  |  |  |  |  |  |  |  |  |  |  |  |  |  |  |  |  |
|             |             |             |             |             |             |                                                |                                                |                                                |                                                |                                                |                                                |                 |                 |                 |                 |                             |                             |                             |                             |                             |                             |                            |                            |                            |                            |                            |                            |             |             |  |  |  |  |  |  |  |  |  |  |  |  |  |  |  |  |  |  |  |  |  |  |  |  |  |  |  |  |  |  |  |  |  |  |  |  |  |  |  |  |
|             |             |             |             |             |             | (34) Yên Hậu Giản công ?-415 TCN - 370 TCN     |                                                |                                                |                                                |                                                |                                                |                 |                 |                 |                 |                             |                             |                             |                             |                             |                             |                            |                            |                            |                            |                            |                            |             |             |  |  |  |  |  |  |  |  |  |  |  |  |  |  |  |  |  |  |  |  |  |  |  |  |  |  |  |  |  |  |  |  |  |  |  |  |  |  |  |  |
|             |             |             |             |             |             |                                                |                                                |                                                |                                                |                                                |                                                |                 |                 |                 |                 |                             |                             |                             |                             |                             |                             |                            |                            |                            |                            |                            |                            |             |             |  |  |  |  |  |  |  |  |  |  |  |  |  |  |  |  |  |  |  |  |  |  |  |  |  |  |  |  |  |  |  |  |  |  |  |  |  |  |  |  |
|             |             |             |             |             |             | (35) Yên Hậu Hoàn công ?-370 TCN - 362 TCN     |                                                |                                                |                                                |                                                |                                                |                 |                 |                 |                 |                             |                             |                             |                             |                             |                             |                            |                            |                            |                            |                            |                            |             |             |  |  |  |  |  |  |  |  |  |  |  |  |  |  |  |  |  |  |  |  |  |  |  |  |  |  |  |  |  |  |  |  |  |  |  |  |  |  |  |  |
|             |             |             |             |             |             |                                                |                                                |                                                |                                                |                                                |                                                |                 |                 |                 |                 |                             |                             |                             |                             |                             |                             |                            |                            |                            |                            |                            |                            |             |             |  |  |  |  |  |  |  |  |  |  |  |  |  |  |  |  |  |  |  |  |  |  |  |  |  |  |  |  |  |  |  |  |  |  |  |  |  |  |  |  |
|             |             |             |             |             |             | (36) Yên Hậu Văn công ?-361 TCN - 333 TCN      |                                                |                                                |                                                |                                                |                                                |                 |                 |                 |                 |                             |                             |                             |                             |                             |                             |                            |                            |                            |                            |                            |                            |             |             |  |  |  |  |  |  |  |  |  |  |  |  |  |  |  |  |  |  |  |  |  |  |  |  |  |  |  |  |  |  |  |  |  |  |  |  |  |  |  |  |
|             |             |             |             |             |             |                                                |                                                |                                                |                                                |                                                |                                                |                 |                 |                 |                 |                             |                             |                             |                             |                             |                             |                            |                            |                            |                            |                            |                            |             |             |  |  |  |  |  |  |  |  |  |  |  |  |  |  |  |  |  |  |  |  |  |  |  |  |  |  |  |  |  |  |  |  |  |  |  |  |  |  |  |  |
|             |             |             |             |             |             | (37) Yên Dịch vương ?-333 TCN - 321 TCN        |                                                |                                                |                                                |                                                |                                                |                 |                 |                 |                 |                             |                             |                             |                             |                             |                             |                            |                            |                            |                            |                            |                            |             |             |  |  |  |  |  |  |  |  |  |  |  |  |  |  |  |  |  |  |  |  |  |  |  |  |  |  |  |  |  |  |  |  |  |  |  |  |  |  |  |  |
|             |             |             |             |             |             |                                                |                                                |                                                |                                                |                                                |                                                |                 |                 |                 |                 |                             |                             |                             |                             |                             |                             |                            |                            |                            |                            |                            |                            |             |             |  |  |  |  |  |  |  |  |  |  |  |  |  |  |  |  |  |  |  |  |  |  |  |  |  |  |  |  |  |  |  |  |  |  |  |  |  |  |  |  |
|             |             |             |             |             |             | (38) Yên vương Khoái ?-321 TCN - 316 TCN - 314 | (38) Yên vương Khoái ?-321 TCN - 316 TCN - 314 | (38) Yên vương Khoái ?-321 TCN - 316 TCN - 314 | (38) Yên vương Khoái ?-321 TCN - 316 TCN - 314 | (38) Yên vương Khoái ?-321 TCN - 316 TCN - 314 | (38) Yên vương Khoái ?-321 TCN - 316 TCN - 314 |                 |                 |                 |                 |                             |                             |                             |                             |                             |                             | Tử Chi ?-316 TCN - 314 TCN | Tử Chi ?-316 TCN - 314 TCN | Tử Chi ?-316 TCN - 314 TCN | Tử Chi ?-316 TCN - 314 TCN | Tử Chi ?-316 TCN - 314 TCN | Tử Chi ?-316 TCN - 314 TCN |             |             |  |  |  |  |  |  |  |  |  |  |  |  |  |  |  |  |  |  |  |  |  |  |  |  |  |  |  |  |  |  |  |  |  |  |  |  |  |  |  |  |
|             |             |             |             |             |             | (38) Yên vương Khoái ?-321 TCN - 316 TCN - 314 | (38) Yên vương Khoái ?-321 TCN - 316 TCN - 314 | (38) Yên vương Khoái ?-321 TCN - 316 TCN - 314 | (38) Yên vương Khoái ?-321 TCN - 316 TCN - 314 | (38) Yên vương Khoái ?-321 TCN - 316 TCN - 314 | (38) Yên vương Khoái ?-321 TCN - 316 TCN - 314 |                 |                 |                 |                 |                             |                             |                             |                             |                             |                             | Tử Chi ?-316 TCN - 314 TCN | Tử Chi ?-316 TCN - 314 TCN | Tử Chi ?-316 TCN - 314 TCN | Tử Chi ?-316 TCN - 314 TCN | Tử Chi ?-316 TCN - 314 TCN | Tử Chi ?-316 TCN - 314 TCN |             |             |  |  |  |  |  |  |  |  |  |  |  |  |  |  |  |  |  |  |  |  |  |  |  |  |  |  |  |  |  |  |  |  |  |  |  |  |  |  |  |  |
|             |             |             |             |             |             | (39) Yên Chiêu Tương vương ?-312 TCN - 279 TCN |                                                |                                                |                                                |                                                |                                                |                 |                 |                 |                 |                             |                             |                             |                             |                             |                             |                            |                            |                            |                            |                            |                            |             |             |  |  |  |  |  |  |  |  |  |  |  |  |  |  |  |  |  |  |  |  |  |  |  |  |  |  |  |  |  |  |  |  |  |  |  |  |  |  |  |  |
|             |             |             |             |             |             |                                                |                                                |                                                |                                                |                                                |                                                |                 |                 |                 |                 |                             |                             |                             |                             |                             |                             |                            |                            |                            |                            |                            |                            |             |             |  |  |  |  |  |  |  |  |  |  |  |  |  |  |  |  |  |  |  |  |  |  |  |  |  |  |  |  |  |  |  |  |  |  |  |  |  |  |  |  |
|             |             |             |             |             |             | (40) Yên Huệ vương ?-279 TCN - 272 TCN         |                                                |                                                |                                                |                                                |                                                |                 |                 |                 |                 |                             |                             |                             |                             |                             |                             |                            |                            |                            |                            |                            |                            |             |             |  |  |  |  |  |  |  |  |  |  |  |  |  |  |  |  |  |  |  |  |  |  |  |  |  |  |  |  |  |  |  |  |  |  |  |  |  |  |  |  |
|             |             |             |             |             |             |                                                |                                                |                                                |                                                |                                                |                                                |                 |                 |                 |                 |                             |                             |                             |                             |                             |                             |                            |                            |                            |                            |                            |                            |             |             |  |  |  |  |  |  |  |  |  |  |  |  |  |  |  |  |  |  |  |  |  |  |  |  |  |  |  |  |  |  |  |  |  |  |  |  |  |  |  |  |
|             |             |             |             |             |             | (41) Yên Vũ Thành vương ?-272 TCN - 258 TCN    |                                                |                                                |                                                |                                                |                                                |                 |                 |                 |                 |                             |                             |                             |                             |                             |                             |                            |                            |                            |                            |                            |                            |             |             |  |  |  |  |  |  |  |  |  |  |  |  |  |  |  |  |  |  |  |  |  |  |  |  |  |  |  |  |  |  |  |  |  |  |  |  |  |  |  |  |
|             |             |             |             |             |             |                                                |                                                |                                                |                                                |                                                |                                                |                 |                 |                 |                 |                             |                             |                             |                             |                             |                             |                            |                            |                            |                            |                            |                            |             |             |  |  |  |  |  |  |  |  |  |  |  |  |  |  |  |  |  |  |  |  |  |  |  |  |  |  |  |  |  |  |  |  |  |  |  |  |  |  |  |  |
|             |             |             |             |             |             | (42) Yên Hiếu vương ?-258 TCN - 255 TCN        |                                                |                                                |                                                |                                                |                                                |                 |                 |                 |                 |                             |                             |                             |                             |                             |                             |                            |                            |                            |                            |                            |                            |             |             |  |  |  |  |  |  |  |  |  |  |  |  |  |  |  |  |  |  |  |  |  |  |  |  |  |  |  |  |  |  |  |  |  |  |  |  |  |  |  |  |
|             |             |             |             |             |             |                                                |                                                |                                                |                                                |                                                |                                                |                 |                 |                 |                 |                             |                             |                             |                             |                             |                             |                            |                            |                            |                            |                            |                            |             |             |  |  |  |  |  |  |  |  |  |  |  |  |  |  |  |  |  |  |  |  |  |  |  |  |  |  |  |  |  |  |  |  |  |  |  |  |  |  |  |  |
|             |             |             |             |             |             | (43) Yên vương Hỉ ?-255 TCN - 222 TCN          |                                                |                                                |                                                |                                                |                                                |                 |                 |                 |                 |                             |                             |                             |                             |                             |                             |                            |                            |                            |                            |                            |                            |             |             |  |  |  |  |  |  |  |  |  |  |  |  |  |  |  |  |  |  |  |  |  |  |  |  |  |  |  |  |  |  |  |  |  |  |  |  |  |  |  |  |
|             |             |             |             |             |             |                                                |                                                |                                                |                                                |                                                |                                                |                 |                 |                 |                 |                             |                             |                             |                             |                             |                             |                            |                            |                            |                            |                            |                            |             |             |  |  |  |  |  |  |  |  |  |  |  |  |  |  |  |  |  |  |  |  |  |  |  |  |  |  |  |  |  |  |  |  |  |  |  |  |  |  |  |  |
|             |             |             |             |             |             | Thái tử Đan ? - 226 TCN                        |                                                |                                                |                                                |                                                |                                                |                 |                 |                 |                 |                             |                             |                             |                             |                             |                             |                            |                            |                            |                            |                            |                            |             |             |  |  |  |  |  |  |  |  |  |  |  |  |  |  |  |  |  |  |  |  |  |  |  |  |  |  |  |  |  |  |  |  |  |  |  |  |  |  |  |  |